# ピアノと管弦楽のための幻想曲 (ドビュッシー)
ピアノと管弦楽のための幻想曲（仏: Fantaisie pour piano et orchestre）は、クロード・ドビュッシーが1889年から1890年にかけて作曲したピアノ協奏曲。後年、作曲者自身によって改訂が行われている。

## 概要
この曲はドビュッシーがローマ大賞を受賞して留学を果たしたローマにおける、一連の留学作品に位置づけられる。交響組曲『春』などもこの時の作品であるが、幻想曲が作曲されたのはヴィラ・メディチでの生活に居心地の悪さを感じた作曲者が、留学期間を短縮してパリへと帰国してからのことであった。ローマ大賞の留学作品としては、他に合唱と管弦楽のための『ツライマ（ズレイマ）』、カンタータ『選ばれし乙女』が生み出された。しかし、この幻想曲はドビュッシーの生前には初演も出版もされることはなかった。
初演は1890年4月21日に、ダンディの指揮で行われる手はずが整えられていた。しかしながら、この演奏会のために組まれた密なプログラムの制約から、ダンディは実質3楽章制であるこの幻想曲の第1楽章のみを取り上げることにしていた。この決定に納得できなかったドビュッシーは総譜を引き上げ、初演はキャンセルされることとなった。またドビュッシーは楽曲の出来栄えに納得しておらず、1909年のヴァレーズ宛の書簡からは幻想曲の改訂に対する意欲が窺える。

かなり前から、「幻想曲」を大幅に書き変えようと思っていました。私は、ピアノをオーケストラと共に用いるやり方を変えることにしました。（中略）でないと、二つの個性の馬鹿げた個性の競争になってしまいますから。
—1909年8月、ヴァレーズに宛てて

初演が行われたのは1919年11月20日のロイヤル・フィルハーモニック協会の演奏会であり、独奏を受け持ったのはアルフレッド・コルトーであった。
総譜は初演が予定されていた日付から3日経った1890年4月24日に、Choudens社が200フランで買い取るものの出版には至らずに終わる。総譜が初めて世に出されたのは1920年になってからであった。ジョヴェール社からは1968年に、アンドレ・ジューヴによる改訂版が出版された。曲は1890年の初演で独奏者となるはずであったルネ・シャンサレルへと献呈されている。現在は、1920年版と1968年版の二つの稿が別々に存在し続けている。

## 演奏時間
約24分

## 楽器編成
ピアノ独奏、フルート3（うち1人はピッコロ持ち替え）、オーボエ2、イングリッシュホルン、クラリネット2、バスクラリネット、ファゴット3、ホルン4、トランペット3、トロンボーン3、ティンパニ、シンバル、ハープ2、弦五部

## 楽曲構成
2楽章制であるが、第2楽章が緩と急の2つの部分からなり、実質的に伝統的な3楽章の協奏曲となっている。
第1楽章
アンダンテ・マ・ノン・トロッポ ト長調 3/4拍子
ソナタ形式。4/4拍子の導入部で弦楽器のトレモロの上に管楽器が主題を予言する旋律を歌うと、ピアノが弱音のトリルで加わって3/4拍子、アレグロ・ジュストの主部となる。穏やかな第1主題に続く第2主題も優美なたたずまいをみせる。展開部に入ると両主題による展開がしばらく続くが、しばらくすると導入部で示された音型も登場する。ピアノは細かい装飾音を伴って繊細に奏される。やがて、低音から第2主題が現れて音量を増すと第1主題による再現部となり、そのまま第2主題の再現を待たずにフォルテッシモで楽章を閉じる。

第2楽章
レント・エ・モルト・エスプレッシーヴォ - アレグロ・モルト 嬰ヘ長調（第1部）～ト長調（第2部） 4/4拍子
第1部はフルートの音に導かれ、弦楽器によってたおやかな旋律が奏でられる。これを受け継ぎピアノが奏する主題も落ち着いたものである。頻繁に調性を変えながら幻想的に進行し、ピアノの主題は元のテンポとなってヘ長調で再現される。調性が再び嬰ヘ長調に落ち着くと、弦のトレモロに乗ったピアノの穏やかなメロディーで静まっていく。第2部は低音で第1楽章の主題に基づくフィナーレの主題が暗示される中、速度が上昇してピアノのトリルが繰り返されるとト長調のアレグロ・モルトへと至る。ここでの主題は様々に形を変えてこの楽章の各所に用いられる。他に5連符で始まる活気のある主題は印象的である。1度は穏やかな表情を見せるものの曲は再び盛り上がり、次々に速度を上げるよう指示が書き込まれる中、最後はト長調で賑やかに全曲の幕を下ろす。